# Riding in Cars with Boys
Riding in Cars with Boys (bra: Os Garotos da Minha Vida; prt: Os Rapazes da Minha Vida) é um filme estadunidense de 2001, do gênero comédia dramático-biográfica, dirigido por Penny Marshall, com roteiro de Morgan Upton Ward baseado no livro Riding in Cars with Boys: Confessions of a Bad Girl Who Makes Good, de Beverly Donofrio sobre uma mulher que superou dificuldades, incluindo ser mãe adolescente, e que mais tarde fez mestrado. A narrativa do filme abrange os anos de 1961 a 1985. É estrelado por Drew Barrymore, Steve Zahn, Brittany Murphy e James Woods. Foi o último filme dirigido por Penny Marshall. Embora o filme seja co-produzido por Beverly Donofrio, muitos de seus detalhes diferem do livro.

## Sinopse
Beverly nasceu em 1950 e cresceu num bairro operário em Connecticut. Seu grande sonho é estudar em Nova York e tornar-se uma escritora. No entanto, apesar dos cuidados de seus pais Leonard e Teresa, aos quinze anos Beverly fica grávida do namorado Ray Hasek, de dezoito anos. Mesmo aos trancos e barrancos, ela toca sua nova vida e não desiste do sonho de estudar. Mas tudo fica ainda mais difícil quando descobre que o marido é viciado em heroína e seu casamento acaba. Anos mais tarde, Beverly e seu filho Jason, agora um rapaz, viajam através do país para reencontrar Ray.[carece de fontes?]

## Elenco
- Drew Barrymore como Beverly "Bev" Donofrio
- Mika Boorem como Bev Donofrio, de 11 anos
- Marisa Ryan como Janet Donofrio
- Olivia Morgan Scheck como Janet Donofrio, de 12 anos
- Celine Marget como Janet Donofrio, de 8 anos
- Steve Zahn como Raymond "Ray" Hasek
- Brittany Murphy como Fay Forrester
- Adam Garcia como Jason Hasek-Donofrio
- Joseph M. Cannizaro como Jason Hasek (recém-nascido)
- Noah Hartwick como Jason Hasek (3 meses)
- Briana Tilden como Jason Hasek (8 meses)
- Skye Arens como Jason Hasek, 1 ano
- Patrick e Robert Salerno como Jason Hasek, de 2 anos
- Logan Arens como Jason Hasek, de 3 anos
- Cody Arens como Jason Hasek, de 7 anos
- Logan Lerman como Jason Hasek, de 9 anos
- Lorraine Bracco como Sra. Teresa Donofrio
- James Woods como o Sr. Leonard Donofrio
- Maggie Gyllenhaal como Amelia
- Samantha Reale como Amelia, de 3 anos
- Samantha Lucier como Amelia, de 7 anos
- Skye McCole Bartusiak como Amelia, de 9 anos
- Rosie Perez como Shirley Perro-Hasek
- Desmond Harrington como Bobby
- Sara Gilbert como Tina Barr
- Peter Facinelli como Tommy Butcher
- David Moscow como Lizard Hasek

## Recepção
Riding in Cars with Boys recebeu críticas mistas. Ele possui uma classificação de 49% no Rotten Tomatoes com base em 109 comentários com uma classificação média de 5.3/10. O consenso crítico do site diz: "Riding in Cars with Boys sofre de mistura de coragem e emoção com fofura e comédia. Ironicamente, muitos críticos acharam o personagem de Zahn mais atraente e tridimensional do que o de Barrymore". Roger Ebert deu ao filme três de quatro estrelas e escreveu: "Um filme como este é refrescante e surpreendente na maneira como se desprende da fórmula e nos mostra vidas confusas que reconhecemos ... Este filme está mais perto da verdade: Muito depende do que acontece com você, e muito depende de como você deixa que isso o afete".  Em sua crítica para o The New York Times, Stephen Holden elogiou o desempenho de Steve Zahn: "É difícil imaginar o que Riding in Cars With Boys teria sido sem o retrato brilhante e simpático de Zahn de Ray, que passa por mais mudanças do que Beverly" USA Today deu ao filme três de quatro estrelas e descobriu que "a força do filme está nessas performances e no humor situacional, embora no final das contas o final seja decepcionante, tentando resolver as pontas soltas de maneira muito organizada"..
Lisa Schwarzbaum, da Entertainment Weekly, deu ao filme uma classificação "C+" e escreveu: "... cada cena está repleta de detalhes de produção e negócios de ator que dizem mais sobre a nostalgia da cultura pop das primeiras décadas americanas do que sobre as duras verdades socioeconômicas de ser um pai pobre, jovem e com pouca educação". Em sua crítica para o The Washington Post, Rita Kempley criticou o desempenho de Barrymore: "Barrymore, uma atriz cômica encantadora, tem coragem para o papel, mas não consegue fazer justiça às complexidades da personalidade conflituosa de Beverly. Então ela sai fora tão abrasivo e negligente em oposição a obstinado e ambicioso, não ganhando empatia por esta mãe solteira azeda". Edward Guthmann também teve problemas com o desempenho de Barrymore em sua crítica para o San Francisco Chronicle: "Ela nunca relaxa, nunca se entrega ao personagem, mas, em vez disso, tenta justificá-la e nos fazer gostar dela, apesar de seu egoísmo e pobre maternal. Atores americanos como uma regra tem medo de interpretar personagens antipáticos, especialmente quando eles ganharam o apelo de celebridade e bilheteria que Barrymore tem". Oferecendo 2 de 4 estrelas, Ron Weiskind do Pittsburgh Post-Gazette chamou-a de "uma viagem preocupante" e "é um passeio acidentado".

## Bilheteria
Riding in Cars with Boys arrecadou $29.781.453 milhões nos Estados Unidos.